# Anthophora bomboides
Anthophora bomboides är en biart som beskrevs av Kirby 1837. Anthophora bomboides ingår i släktet pälsbin, och familjen långtungebin. Inga underarter finns listade i Catalogue of Life.

## Bildgalleri

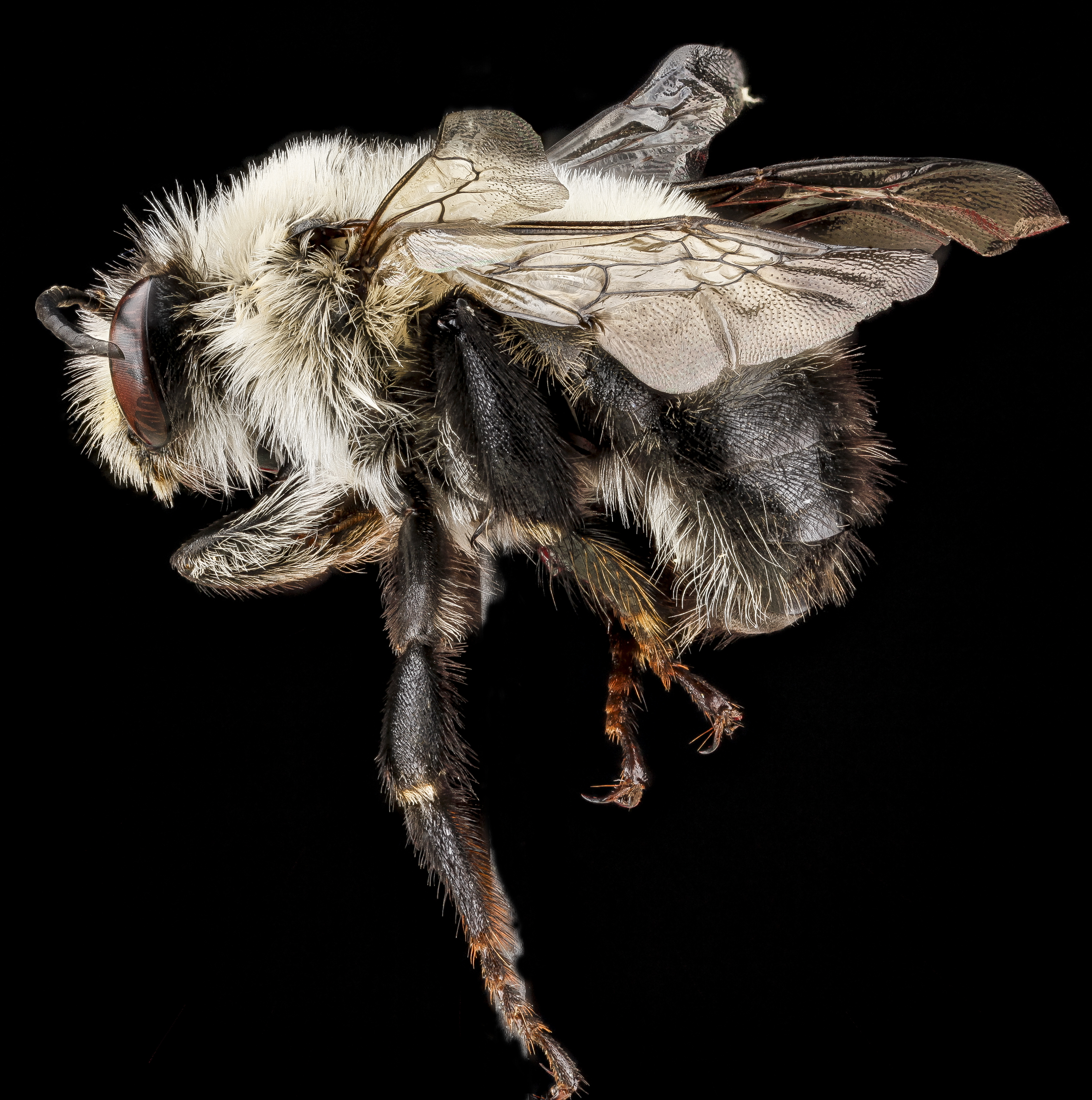
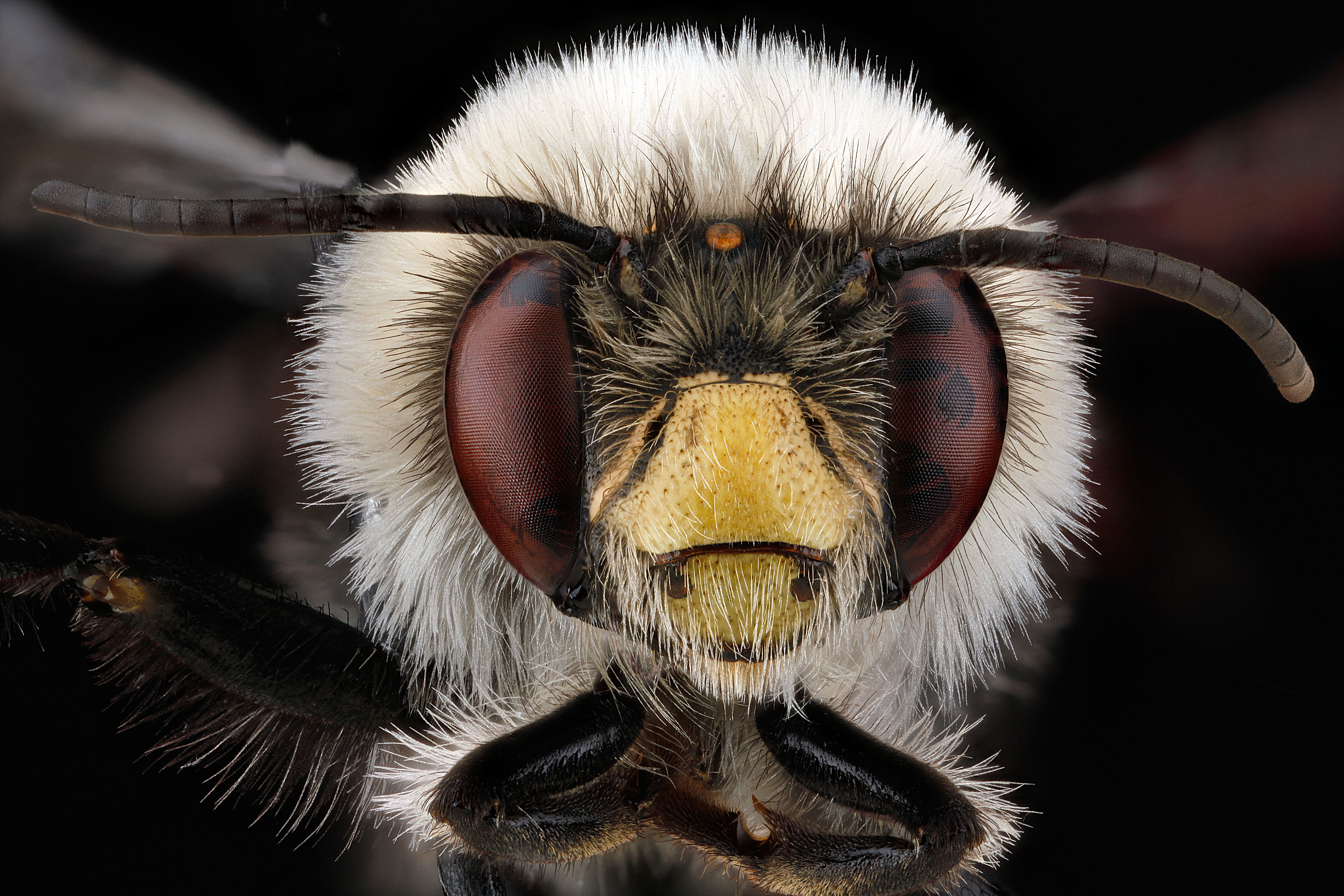